# Jacqueline Seveste
Pour les articles homonymes, voir Seveste.
Jacqueline Angélique Julie Laure Seveste dite Madame Normand, née le 7 août 1844 à Montmartre et morte à Nantes le 13 décembre 1927, est une chanteuse d'opéra française.

## Biographie
Fille de Jules Seveste et sœur de Jules-Didier, elle est éduquée à la Maison d'éducation de la Légion d'honneur où elle obtient un diplôme d'institutrice (1862). 
Elle entre au Conservatoire en 1865 et débute à l'Opéra-Comique en septembre 1866 comme mezzo-soprano. En 1871, elle se produit au Caire puis joue au théâtre de la Gaîté dans Le Roi Carotte (1872) avant d'être engagée en janvier 1875 au théâtre royal de La Haye où elle obtient un grand succès dans les rôles principaux d'opéras et d'opéras-comiques. 
Elle tourne aussi en province et se produit à Vichy au casino ainsi qu'à Moulins pour venir en aide aux inondés. En 1875-1876, elle s'engage au théâtre de Montpellier. 
Elle épouse le 25 juin 1888 Édouard Normand. Après la mort de son mari en 1896, elle fonde et finance, à son domicile du 12, quai Ernest-Renaud à Nantes, une crèche accueillant une cinquantaine d'enfants par jour. 
Chevalier de la Légion d'honneur (14 février 1910), elle meurt à Nantes le 13 décembre 1927.